# گندم‌زار با یک چکاوک
گندم‌زار با یک چکاوک یک نقاشی رنگ روغن است که توسط ونسان ون گوگ در زمان اقامت در پاریس کشیده شده است. قسمت وسط مزرعه گندمی را که بخشی ازگندم‌های آن درو شده است را در زیر آسمان پوشیده با ابر نشان می‌دهد. یک چکاوک در بالای سمت چپ بوم در حال پرواز است. نقاشی در اندازه ۵۴ * ۶۵٫۵ سانتیمتر است و در موزه ون گوگ در آمستردام نگهداری می‌شود